# Muzaće
Muzaće (cyr. Музаће) – wieś w Serbii, w okręgu toplickim, w gminie Blace. W 2011 roku liczyła 89 mieszkańców.